# 김명식 (정치인)
김명식(?~)은 조선민주주의인민공화국의 군인이자 정치인으로, 조선로동당 중앙위원회 후보위원이다.

## 경력
2010년 9월 조선로동당 중앙위원회 후보위원에 선출되었다.

## 기타
2011년 12월 김정일 사망 당시, 국가 장의위원회 위원을 맡았다.